# Loki Schmidt
Hannelore „Loki” Schmidt z domu Glaser (ur. 3 marca 1919 w Hamburgu, zm. 21 października 2010 tamże) – niemiecka działaczka na rzecz ochrony środowiska, botanik, małżonka kanclerza Helmuta Schmidta.

## Życiorys
Nie mogąc z przyczyn finansowych studiować botaniki, ukończyła studia pedagogiczne. Od 1940 do 1972 pracowała w szkolnictwie (Volksschule, Realschule). W okresie, gdy jej mąż był kanclerzem, zaangażowała się w działalność na rzecz ochrony ginących gatunków roślin. W tym celu powołała fundację. Za swoją działalność została wyróżniona honorowymi doktoratami Rosyjskiej Akademii Nauk w Petersburgu i Uniwersytetu w Hamburgu, a w 2009 została Honorowym Obywatelem Hamburga.

### Rodzina
27 czerwca 1942 poślubiła Helmuta Schmidta, z którym miała dwoje dzieci: syna Helmuta Waltera (ur. 26 czerwca 1944, zm. 19 lutego 1945) i córkę Susanne (ur. 8 maja 1947) – dziennikarkę.

### Choroba i śmierć
23 września 2010 Loki Schmidt złamała nogę i musiała przejść operację. Zmarła w godzinach porannych 21 października 2010 w swoim domu.